# Haringvreter
Haringvreter è un'isola disabitata dei Paesi Bassi situata nel Veerse Meer nella provincia della Zelanda. Il nome dell'isola, che tradotto letteralmente in italiano significa "mangiatori di aringhe", si riferisce alle foche, voraci mangiatrici di questo pesce, che in passato popolavano l'isola. L'isola è per la maggior parte coperta da bosco mentre per il resto è costituito da pascolo. L'isola è di proprietà e gestita dall'Amministrazione Nazionale delle Foreste dei Paesi Bassi (Staatsbosbeheer).